# Erupcja freatomagmowa
Erupcja freatomagmowe – erupcja spowodowana interakcją magmy z wodą. Gdy magma dociera do większej ilości wody (np. jeziora kraterowego, wody morskiej, lodowca), różnica między temperaturą wody i magmy jest tak wielka, że prowadzi do eksplozji zarówno wody, jak i magmy. Może nastąpić wówczas produkcja popiołu.

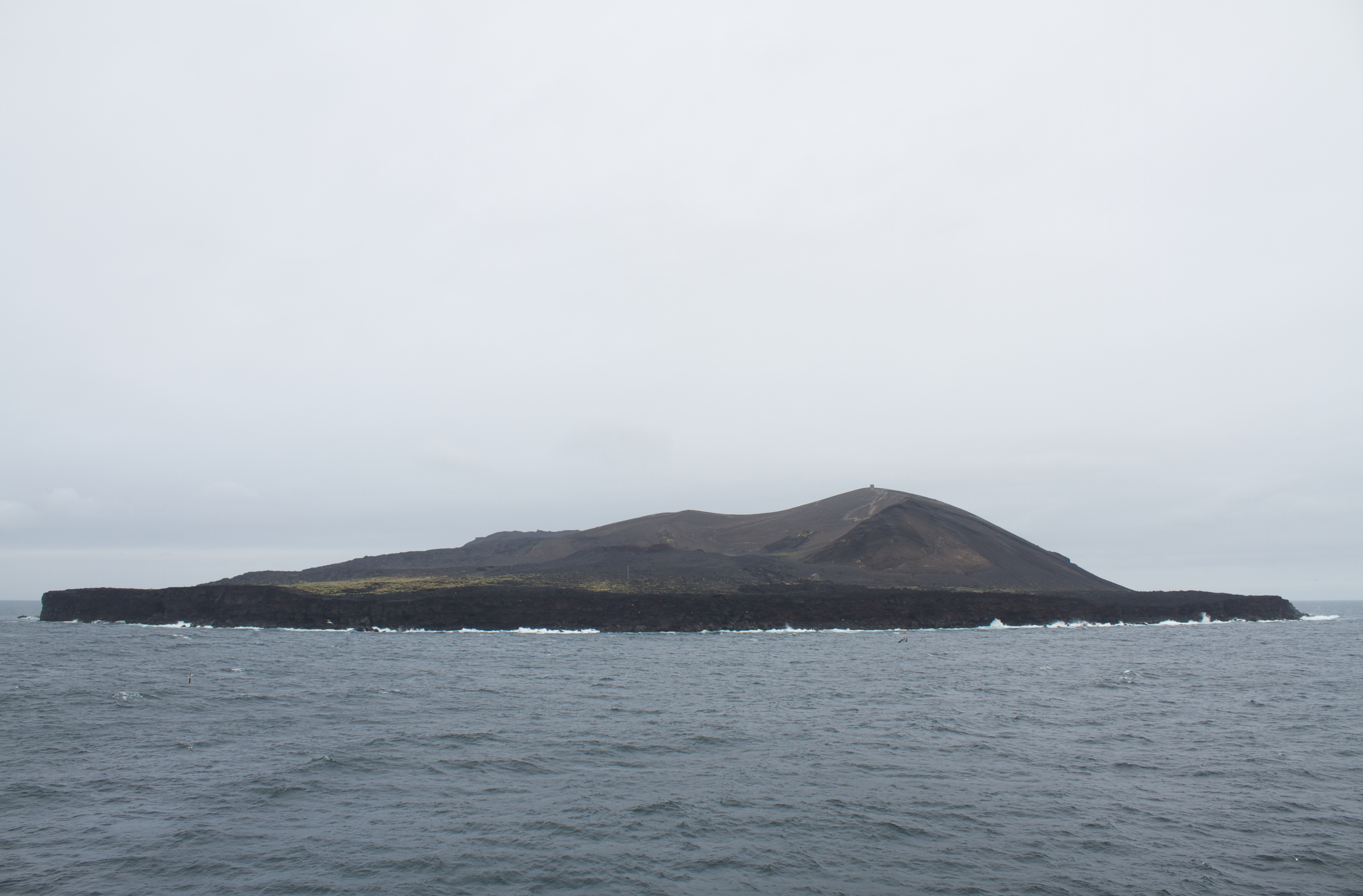
Wyspa Surtsey (Islandia)

Przykładem tego rodzaju erupcji jest erupcja mająca miejsce w 1963 roku na południu od  Islandii, w wyniku której powstała wyspa wulkaniczna Surtsey.